# 卓克华
卓克华（1882年12月10日—1962年9月17日）又名卓凯华，本名莫勒斯旺·拉姆昌德拉·卓克（Moreswon RamChandra Cholkar），出生于印度浦那，印度医生、胸外科专家，曾为印度援华医疗队副队长。

## 生平
1882年12月10日，卓克华生于浦那。卓克华是知名的胸外科专家，同时积极参加社会活动，1912年，卓克华当选为那格浦尔市政委员会委员，1918年升任市政委员会副主席，1921年升任市政委员会主席。他积极参加印度国大党领导的政治活动，1916年当选为全印国大党委员会委员，1918年当选为中央邦和比哈尔邦委员会秘书，1922年当选为印度国大党全体会议接待委员会秘书。
1938年，卓克华参加印度援华医疗队，担任副队长。卓克华是印度援华医疗队中年龄最大的一位。在中国汉口、宜昌、重庆、延安工作时，卓克华一直以医术高明和认真态度而获好评。到延安之后，为给八路军培养胸外科人才，卓克华曾到白求恩卫生学校讲课。
印度援华医疗队原定来中国工作为期一年，但卓克华年事已高，便在1939年5月24日离开中国返回印度。回印度后，卓克华告诉印度人民他在八路军中的见闻。1946年，印度国大党派另一支医疗队赴英属马来亚，卓克华任队长。
1957年，卓克华和印度援华医疗队的其他三位健在成员爱德华、巴苏华、木克华及柯棣华的哥哥，应中国人民邀请来中国访问，并参加了中华人民共和国国庆典礼。
1962年9月17日，卓克华因心脏病在印度浦那逝世，享年80岁。